# I See You
I See You je studiové album hudební skupiny Gong, které vyšlo 10. listopad roku 2014. Producentem alba byl Orlando Allen, který zde rovněž hrál na bicí a je autorem mixu. V menší míře se na produkci podíleli také Daevid Allen a Dave Sturt. Nahrávalo se ve studiu Bananamoon Observatory Studios v australském městě New Brighton. Různé další nahrávky byly pořízeny ve studiu Mosh Studios v São Paulu a Moat Studios v Londýně. O mastering se postaral Udi Koomran ve studiu Ginger Studio v Tel Avivu. Album vyšlo v různých verzích, například jako klasické CD či jako dvojité LP. Vydání alba bylo původně naplánováno na 1. září 2014. Jde o poslední album kapely vydané před smrtí Daevida Allena.

## Seznam skladeb
| Pořadí         | Název                                | Autor                                                         | Délka |
| -------------- | ------------------------------------ | ------------------------------------------------------------- | ----- |
| 1.             | I See You                            | D. Allen, O. Allen, D. Sturt                                  | 3:33  |
| 2.             | Occupy                               | D. Allen, I. East, D. Sturt                                   | 2:54  |
| 3.             | When God Shakes Hands with the Devil | D. Allen, K. Torabi                                           | 5:40  |
| 4.             | The Eternal Wheel Spins              | F. Golfetti, O. Allen                                         | 7:04  |
| 5.             | Syllabub                             | D. Allen, D. Sturt, I. East                                   | 4:32  |
| 6.             | This Revolution                      | D. Allen, D. Sturt, I. East                                   | 3:50  |
| 7.             | You See Me                           | D. Allen, O. Allen, D. Sturt, I. East, F. Golfetti, K. Torabi | 2:40  |
| 8.             | Zion My T-shirt                      | D. Allen, D. Sturt                                            | 6:18  |
| 9.             | Pixielation                          | I. East, D. Allen                                             | 4:42  |
| 10.            | A Brew of Special Tea                | O                                                             | 1:22  |
| 11.            | Thank You                            | D. Allen                                                      | 10:35 |
| 12.            | Shakti Yoni & Dingo Virgin           | D. Allen, G. Smyth                                            | 9:30  |
| Celková délka: | Celková délka:                       | Celková délka:                                                | 62:37 |

## Obsazení
Gong
- Daevid Allen (Dada Ali) – zpěv, kytara
- Fabio Golfetti (Fabuloso Golfcart) – kytara
- Kavus Tobabi (Spiral K. Octoflash) – kytara
- Dave Sturt (Unicorn Strut) – baskytara
- Ian East (Eastwinds i.e. Windows) – saxofon, flétna
- Orlando Allen (Flamedog Alien) – bicí, zpěv

Hosté
- Gilli Smyth – hlas
- Mark Robson – klávesy